# Свети Георги (Левкуда)
Вижте пояснителната страница за други значения на Свети Георги.
„Свети Георги“ (на гръцки: Αγίου Γεωργίου) е православна църква в Левкуда (Кавак), Егейска Македония, Гърция. Част е от Сярската и Нигритска епархия на Вселенската патриаршия.
Църквата е енорийски храм. Изградена е в 1955 година и е осветена от митрополит Максим Серски и Нигритски в 1995 година. В архитектурно отношение е трикорабна базилика с керемиден покрив. Изписването на храма започва в 2005 година.